# 切爾諾莫雷足球俱樂部
切爾諾莫雷足球俱樂部是保加利亞的一家職業足球俱樂部。主場位於瓦爾納。球隊目前參加保加利亞足球甲級聯賽賽事。

## 外部連結
Official websites
- Official website （页面存档备份，存于）
- UEFA Profile （页面存档备份，存于）

Supporters websites
- Cherno More fansite